# LOVE TRIP/행복을 나눠라
〈LOVE TRIP/행복을 나눠라〉(LOVE TRIP/しあわせを分けなさい 라브 토립프/시아와세오와케나사이[*], 러브 트립 행복을 나눠라)는 AKB48의 45번째 싱글이다.

## 개요
전작 〈날개는 필요 없어〉로부터 약 3개월 만의 싱글이다.

## 수록곡

### Type A
자켓 사진:사시하라 리노
CD
1. LOVE TRIP
(작사: 아키모토 야스시 / 작곡: 하루유키 / 편곡: 사사키 히로시)
2. しあわせを分けなさい / 행복을 나눠라
(작사: 아키모토 야스시 / 작곡: 야나이 미치히코 / 편곡: 카메다 세이지)
3. 光と影の日々 / 빛과 그림자의 나날
(작사: 아키모토 야스시 / 작곡: 카타기리 슈타로)
4. 伝説の魚 / 전설의 물고기 - 언더 걸즈
(작사: 아키모토 야스시 / 작곡·편곡: 오쿠다 모토이)
5. LOVE TRIP off vocal ver.
6. しあわせを分けなさい off vocal ver.
7. 光と影の日々 off vocal ver.
8. 伝説の魚 off vocal ver.

DVD
1. LOVE TRIP
2. しあわせを分けなさい
3. 光と影の日々
4. 伝説の魚

### Type B
자켓 사진:와타나베 마유·마츠이 쥬리나·야마모토 사야카
CD
1. LOVE TRIP
2. しあわせを分けなさい / 행복을 나눠라
3. 光と影の日々 / 빛과 그림자의 나날
4. 進化してねえじゃん / 진화하지 않았잖아 - 넥스트 걸즈
(작사: 아키모토 야스시 / 작곡: Akira Sunset / 편곡: 이타가키 유스케)
5. LOVE TRIP off vocal ver.
6. しあわせを分けなさい off vocal ver.
7. 光と影の日々 off vocal ver.
8. 進化してねえじゃん off vocal ver.

DVD
1. LOVE TRIP
2. しあわせを分けなさい
3. 光と影の日々
4. 進化してねえじゃん

### Type C
자켓 사진:카시와기 유키·미야와키 사쿠라·스다 아카리·시마자키 하루카
CD
1. LOVE TRIP
2. しあわせを分けなさい / 행복을 나눠라
3. 光と影の日々 / 빛과 그림자의 나날
4. 岸が見える海から / 물가가 보이는 바다에서 - 퓨처 걸즈
(작사: 아키모토 야스시 / 작곡: 후쿠다 타카시 / 편곡: 와카타베 마코토)
5. LOVE TRIP off vocal ver.
6. しあわせを分けなさい off vocal ver.
7. 光と影の日々 off vocal ver.
8. 岸が見える海から off vocal ver.

DVD
1. LOVE TRIP
2. しあわせを分けなさい
3. 光と影の日々
4. 岸が見える海から

### Type D
자켓 사진:코다마 하루카·무토 토무·요코야마 유이·키타하라 리에
CD
1. LOVE TRIP
2. しあわせを分けなさい / 행복을 나눠라
3. 光と影の日々 / 빛과 그림자의 나날
4. 2016年のInvitation / 2016년의 Invitation - 업커밍 걸즈
(작사: 아키모토 야스시 / 작곡: 타카하시 노보루 / 편곡: 노나카 “마사” 유이치)
5. LOVE TRIP off vocal ver.
6. しあわせを分けなさい off vocal ver.
7. 光と影の日々 off vocal ver.
8. 2016年のInvitation off vocal ver.

DVD
1. LOVE TRIP
2. しあわせを分けなさい
3. 光と影の日々
4. 2016年のInvitation

### Type E
자켓 사진 (표지):무카이치 미온·오카다 나나·타카하시 쥬리·코지마 하루나
자켓 사진 (뒷면):무카이치 미온·오카다 나나·타카하시 쥬리
CD
1. LOVE TRIP
2. しあわせを分けなさい / 행복을 나눠라
3. 光と影の日々 / 빛과 그림자의 나날
4. 光の中へ / 빛 속으로 - 바이트AKB 파루루 선발
(작사: 아키모토 야스시 / 작곡: 아다치 리키야 / 편곡: 사사키 히로시)
5. LOVE TRIP off vocal ver.
6. しあわせを分けなさい off vocal ver.
7. 光と影の日々 off vocal ver.
8. 光の中へ off vocal ver.

DVD
1. LOVE TRIP
2. しあわせを分けなさい
3. 光と影の日々
4. 光の中へ
5. しあわせを分けなさい ＜Long ver.＞

### 극장반
자켓 사진 (표지):〈LOVE TRIP/행복을 나눠라〉 선발 멤버 16명
자켓 사진 (뒷면):사시하라 리노·와타나베 마유
CD
1. LOVE TRIP
2. しあわせを分けなさい / 행복을 나눠라
3. 光と影の日々 / 빛과 그림자의 나날
4. BLACK FLOWER
(작사: 아키모토 야스시 / 작곡: 핫토리 마키코 / 편곡: 미야지마 준)
5. LOVE TRIP off vocal ver.
6. しあわせを分けなさい off vocal ver.
7. 光と影の日々 off vocal ver.
8. BLACK FLOWER off vocal ver.

## 선발 멤버

### LOVE TRIP
(센터:사시하라 리노)
- 사시하라 리노, 와타나베 마유, 마츠이 쥬리나, 야마모토 사야카, 카시와기 유키, 미야와키 사쿠라, 스다 아카리, 시마자키 하루카, 코다마 하루카, 무토 토무, 요코야마 유이, 키타하라 리에, 무카이치 미온, 오카다 나나, 타카하시 쥬리, 냥냥가면 (코지마 하루나)

### 행복을 나눠라
(센터:사시하라 리노)
- 오카다 나나, 카시와기 유키, 키타하라 리에, 코다마 하루카, 사시하라 리노, 시마자키 하루카, 스다 아카리, 타카하시 쥬리, 냥냥가면 (코지마 하루나), 마츠이 쥬리나, 미야와키 사쿠라, 무카이치 미온, 무토 토무, 야마모토 사야카, 요코야마 유이, 와타나베 마유

### 빛과 그림자의 나날
(센터:야마모토 사야카, 요코야마 유이)
- 이리야마 안나, 카시와기 유키, 카토 미나미, 키타가와 료하, 키타하라 리에, 코다마 하루카, 사시하라 리노, 시로마 미루, 타카쿠라 모에카, 다카야나기 아카네, 마츠이 쥬리나, 미야와키 사쿠라, 야구라 후코, 야마모토 사야카, 요코야마 유이, 와타나베 마유

### BLACK FLOWER
- 마츠이 쥬리나, 미야와키 사쿠라, 무카이치 미온, 요코야마 유이, 와타나베 마유, 이리야마 안나, 카시와기 유키, 카토 레나, 키자키 유리아

## 발매일
| 국가     | 날짜            | 포맷                    | 레이블               |
| -------- | --------------- | ----------------------- | -------------------- |
| 일본     | 2016년 8월 31일 | CD+DVD, CD, 디지털 음원 | You, Be Cool!        |
| 대한민국 | 2018년 9월 21일 | 디지털 음원             | 스톤뮤직엔터테인먼트 |

## JKT48 버전
〈LOVE TRIP 러브 트립[*]〉은 AKB48의 자매 그룹인 JKT48의 열네 번째 싱글로 Hits Records에서 2016년 9월 21일에 발매되었다.
가사는 모두 인도네시아어로 번역된 것이며 타이틀 곡의 센터 포지션은 신카 줄리아니이다. 또. 영어로 커버한 버전도 수록되어 있다.
이번 싱글은 JKT48으로는 처음으로 개최된 ‘가위바위보 대회’인 “JKT48 Janken Competition @ Balai Sarbini”에 의해서 선발 멤버가 결정됐다. 가위바위보 대회에서 우승한 신카 줄리아니가 첫 선발로 센터를 맡았다.
판매 형태는 일반판, MUSIC DOWNLOAD CARD의 두 종류이다.

### 수록곡
CD
| #  | 제목                                                    | 재생 시간 |
| -- | ------------------------------------------------------- | --------- |
| 1. | 〈LOVE TRIP〉                                           |           |
| 2. | 〈Pioneer〉                                             |           |
| 3. | 〈How Come ?〉                                          |           |
| 4. | 〈Tetaplah Ada di Langit Biru -Aozora no Soba ni Ite-〉 |           |
| 5. | 〈LOVE TRIP (English Version)〉                         |           |

DVD
| #  | 제목                                                                               | 재생 시간 |
| -- | ---------------------------------------------------------------------------------- | --------- |
| 1. | 〈LOVE TRIP Music Video〉                                                          |           |
| 2. | 〈LOVE TRIP Music Video Behind The Scenes -JKT48 Janken Competition 2016 Digest-〉 |           |